# Terry Slater
Terry Slater (* 5. Dezember 1937 in Kirkland Lake, Ontario; † 5. Dezember 1991 in Syracuse, New York) war ein kanadischer Eishockeyspieler und -trainer. In der World Hockey Association trainierte er die Teams der Los Angeles Sharks und Cincinnati Stingers.

## Karriere
Terry Slater begann seine Laufbahn 1958 an der St. Lawrence University und spielte Eishockey in der National Collegiate Athletic Association. In seiner ersten Saison erzielte er in 22 Spielen 50 Punkte. Nach zwei weiteren Saisons an der St. Lawrence University ging Slater 1961 in die ehemalige Profiliga Western Hockey League und unterschrieb einen Vertrag bei den Los Angeles Blades. In seiner einzigen Saison schoss er 17 Tore, gab 24 Torvorlagen und sammelte 41 Punkte in 52 Spielen. 1963 setzte er seine Karriere bei den Seattle Totems fort. Noch im selben Jahr verließ er das Team und ging zu den Toledo Blades in die International Hockey League. Nach zwei Jahren, 125 Spielen und 106 Scorerpunkten für die Toledo Blades beendete er frühzeitig seine Spielerkarriere.
Seine Trainerkarriere startete er an der University of Toledo. Zur Saison 1967/68 kehrte zu den Toledo Blades zurück und erhielt einen Vertrag als Trainer des Teams. Zwei Jahre später nahm er einen Job bei den Des Moines Oak Leafs an, wo er erneut als Cheftrainer arbeitete und mit der Mannschaft zweimal in Folge die Qualifikation für die Playoffs erreichte. Zur Saison 1972/73 folgte er dem Ruf der neu gegründeten World Hockey Association und wurde Trainer bei den Los Angeles Sharks. In seiner ersten Saison schaffte er mit der Mannschaft den Einzug in die Playoffs und scheiterte in der ersten Runde gegen die Houston Aeros. In der folgenden Saison wurde er nach 19 Spielen entlassen, da die Mannschaft mit fünf Siegen und 14 Niederlagen unter den Erwartungen spielte. Zur Saison 1975/76 fand Slater eine Anstellung bei den Cincinnati Stingers, wo er weiter als Trainer arbeitete. In der ersten Saison wurden die Playoffs verpasst, in der folgenden Saison schied das Team in der ersten Runde gegen die Indianapolis Racers aus.
Während der Saison 1977/78 fand er einen Job bei den Kalamazoo Wings in der International Hockey League, wo er während der Saison Bob Lemieux als Trainer ersetzte. Danach trainierte er die Eishockeymannschaft der Colgate University in der ECAC bis 1991. Im Jahr 1990 gewann er mit der Mannschaft die Meisterschaft der ECAC. Dadurch nahm das Team an der Meisterschaft der NCAA teil und verlor gegen Wisconsin.